# 豐川復活足球會
豐川復活（日语：リヴィエルタ豊川，Rivielta TOYOKAWA），是日本愛知縣豐川市的一支足球隊，俱樂部顏色為海軍藍。隊名Rivielta取自意大利語中的「復活」。

## 概要
1964年美能達相機足球俱樂部成立，1978年首次參加東海社會人足球聯賽，此後經歷了兩次晉級。1994年美能達相機名稱變更為美能達，1994年東海社會人足球聯賽賽季開始前更名為美能達足球俱樂部，2003年，同年8月美能達與柯尼卡合併，商號變更為柯尼卡美能達，改名為豐川柯尼卡美能達足球俱樂部。2015年從柯尼卡美能達獨立，改稱豐川復活。
美能達相機和改商號後的美能達總部在大阪，與柯尼卡合併後的柯尼卡美能達總部在東京，但這兩個時期的城市是愛知縣的豐川市，今天也是如此。